# Диалло, Мусса (футболист, 2002)
Мусса Аюб Бен Бурахима Диалло (фр. Moussa Ayub Ben Burahima Diallo; Пустой шаблон {{ВД-Преамбула}} ) — ивуарийский футболист, защитник клуба «Сморгонь».

## Карьера
Начинал карьеру футболист на родине в ивуарийский клубах. В марте 2025 года футболист на правах свободного агента присоединился к белорусскому клубу «Сморгонь», подписав контракт до конца сезона. Дебютировал за клуб футболист 16 марта 2025 года в матче против минского «Динамо», выйдя на поле в стартовом составе.